# 海渡産業
海渡産業株式会社（かいとさんぎょうかぶしきかいしゃ）は北海道函館市に本社を置く企業で、クリーニング店の業務用洗濯機や洗剤などの設置や販売、コインランドリー経営を行っている。

## 概要
海渡産業グループとして、札幌市や仙台市に、「株式会社カイト札幌」や「株式会社カイト仙台」など、関連会社を設けている。
業務用クリーニング機器設置や、ボイラーの設置メンテナンスを行っている。また、業務用クリーニングでの洗剤の販売なども行っている。 
コインランドリー経営および維持運営も、重要な業務の一つである。 「jaba」で直営店25店舗あり　200店舗以上のオーナー店舗を手掛けている。

## 会社所在地

### 海渡産業株式会社
- 海渡産業株式会社本社

北海道函館市杉並町11番5-1号

### 海渡産業グループ
- 株式会社カイト函館

北海道北斗市七重浜5丁目4-4
- 株式会社カイト札幌

北海道札幌市白石区栄通21丁目4-5
- 株式会社カイト仙台

仙台市若林区卸町3丁目2-6
- 有限会社ナラサキ・カイト

青森県八戸市沼館1丁目6-11
- 有限会社ナラサキ・カイト青森

青森県青森市佃2丁目11番17号
- ミカミ商事株式会社

札幌市白石区平和通15丁目北1番2